# E̍
Cette page contient des caractères spéciaux ou non latins. S’ils s’affichent mal (▯, ?, etc.), consultez la page d’aide Unicode.
E̍ (minuscule : e̍), appelé E ligne verticale, est une lettre utilisée dans l'écriture du monégasque, la standardisation et uniformisation de l'orthographe au Congo-Kinshasa, la romanisation pe̍h-ōe-jī et le système de romanisation taïwanais pour le minnan.
Elle est formée de la lettre E diacritée d’une ligne verticale.

## Utilisation

### Monégasque
En monégasque, l’orthographe utilise la ligne verticale pour indiquer l’accent tonique irrégulier, c’est-à-dire lorsqu’il n’est pas sur l’avant-dernière syllabe pour les mots terminés par une voyelle et la dernière syllabe pour les mots terminés par une consonne.

### Standardisation au Congo-Kinshasa
La standardisation et uniformisation de l'orthographe du Congo-Kinshasa utilise la ligne verticale pour indiquer le ton moyen dans les langues tonales ayant besoin de le distinguer. Le ‹ e̍ › représente un ‹ e › avec un ton moyen.

### Pe̍h-ōe-jī et système de romanisation taïwanais
Dans le pe̍h-ōe-jī et le système de romanisation taïwanais utilisé pour écrire le minnan, le ‹ e̍ › représente un ‹ e › avec le ton 8 e˥˥.

## Représentations informatiques
Le E ligne verticale peut être représente avec les caractères Unicode suivants :
- décomposé (latin de base, diacritiques) :

| formes    | représentations | chaînes de caractères | points de code | descriptions                                                  |
| --------- | --------------- | --------------------- | -------------- | ------------------------------------------------------------- |
| capitale  | E̍               | E◌̍                    | U+0045 U+030D  | lettre majuscule latine e diacritique ligne verticale en chef |
| minuscule | e̍               | e◌̍                    | U+0065 U+030D  | lettre minuscule latine e diacritique ligne verticale en chef |

## Sources
- (en) Department of Language Education of Nationa Taitung Teachers College, Draft of Proposal to add Latin characters required by Latinized Taiwanese Holo Language to ISO/IEC 10646, 11 mars 2002.
- (en) Te Khai-su, Taiwan Protocol and Michael Everson, Proposal to add Latin characters required by Latinized Taiwanese languages to ISO/IEC 10646, 26 juin 1997